# 疣冠麻属
疣冠麻属（学名：Cypholophus），也称瘤冠麻属，是荨麻科下的一个属，为灌木或小乔木植物。该属共有30种，分布于菲律宾、爪哇至波利尼西亚。